# 34258 Pentland
34258 Pentland è un asteroide della fascia principale. Scoperto nel 2000, presenta un'orbita caratterizzata da un semiasse maggiore pari a 2,7617487 au e da un'eccentricità di 0,0955579, inclinata di 7,89634° rispetto all'eclittica.